# Gens Atilia
De Gens Atilia was een aanzienlijke Romeinse familie (gens) met de cognomina (bijnamen) Balbus, Calatinus, Regulus, Serranus en Longus. De eerste consul van de familie was Marcus Atilius Regulus in 335 v.Chr.